# Паспорт подданного Японии

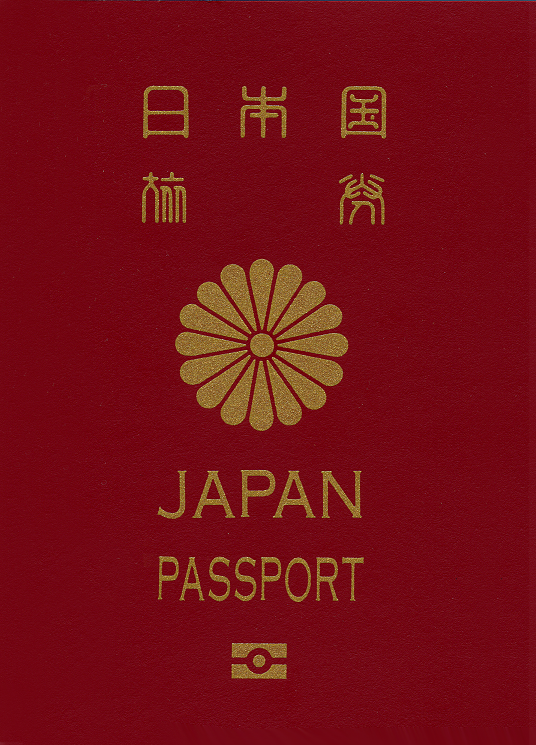
Обложка электронного японского паспорта, действительного 10 лет

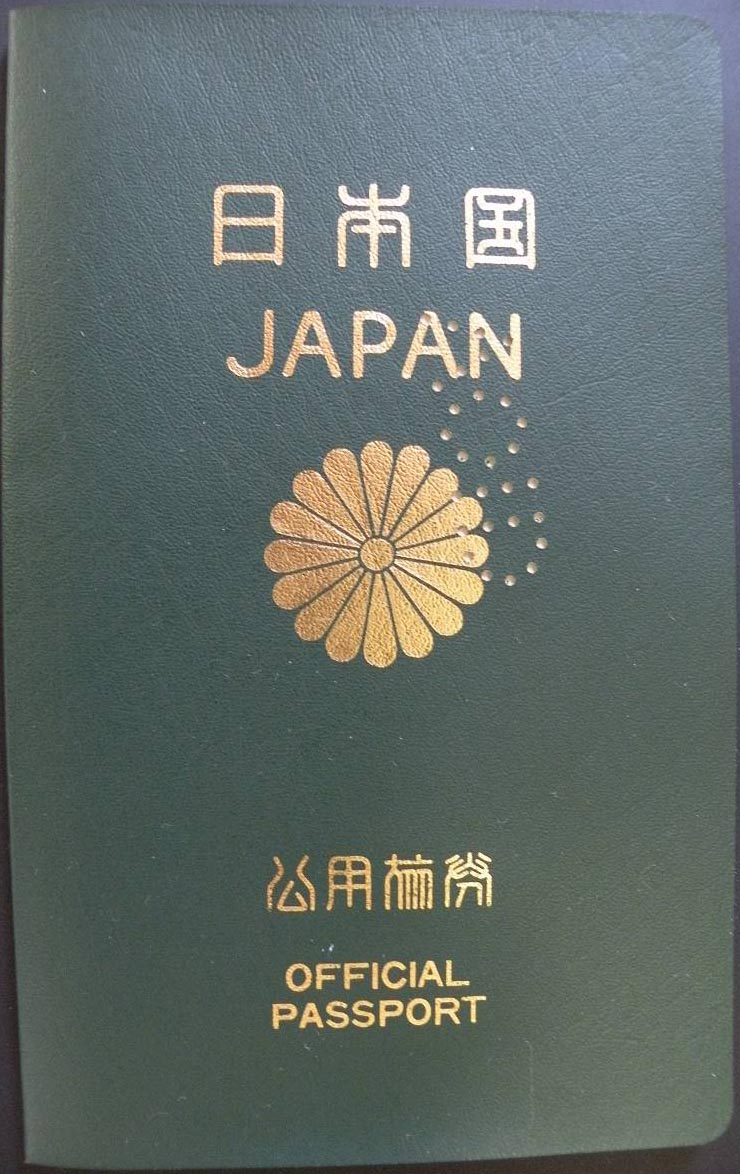
Обложка японского паспорта

Паспорт подданного Японии — документ, выдающийся японским подданным для путешествий вне Японии.

## Типы
- Обычный паспорт: выдаётся простым подданным.
  - Существует два вида обычного паспорта, с разными сроками действительности: на пять и на десять лет. Подданные до 19 лет могут получить только пятилетний паспорт, те же, кому 20 и более лет, могут выбрать, какой паспорт использовать : пятилетний (синяя обложка) или десятилетний (красная обложка) за разный регистрационный взнос.
- Официальный паспорт: выдаётся членам Национальной ассамблеи и гражданским работникам.
- Дипломатический паспорт: выдаётся членам Императорской семьи, дипломатам и их семье и высокоуровневым государственным служащим.
  - По соглашению Император и Императрица не должны иметь паспорта.

Все японские паспорта, выпущенные после 20 марта 2006, — биометрические.

## Внешний вид

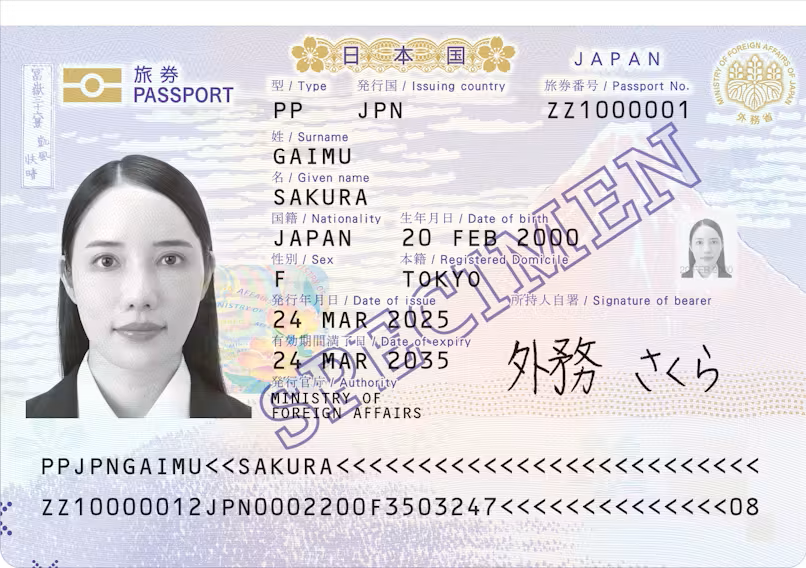
Страница личной информации (2025)

На обложке в центре расположена Императорская печать Японии с надписью Нихонкоку Рёкэн (яп. 日本国旅券, японский паспорт) над ней и её английским переводом JAPAN PASSPORT под печатью. Обычный паспорт, действительный пять лет — тёмно-синий, действительный десять лет — малиновый, официальный паспорт — тёмно-зелёный, дипломатический — тёмно-коричневый.

### Страница личной информации
- Фотография владельца
- Тип
- Страна выдачи
- Номер паспорта
- Фамилия (псевдоним может быть записан в скобках)
- Имя (псевдоним может быть записан в скобках)
- Гражданство
- Дата рождения
- Пол
- Место жительства
- Дата выдачи
- Дата окончания срока действительности
- Орган, выдавший паспорт
- Подпись владельца

Кроме того, ниже находится зона для машинной обработки.

### Заметки в паспорте
Паспорт содержит заметку от правительства, выдавшего паспорт, адресованную правительствам других стран, она идентифицирует владельца паспорта как подданного этой страны, и просит, чтобы его или её пропустили и относились согласно международным нормам. Заметка в японском паспорте гласит:
На японском:
日本国民である本旅券の所持人を通路故障なく旅行させ、かつ、同人に必要な保護扶助を与えられるよう、関係の諸官に要請する。
На английском:
The Minister for Foreign Affairs of Japan requests all those whom it may concern to allow the bearer, a Japanese national, to pass freely and without hindrance and, in case of need, to afford him or her every possible aid and protection.

### Язык
Японский паспорт полностью напечатан на японском и английском языках, за исключением предупреждающей заметки, находящейся в конце паспорта (или на странице 51 в десятилетних биометрических обычных паспортах), которая напечатана только на японском. Эта заметка содержит информацию о том, что стоит знать владельцу паспорта при попадании в разные неожиданные ситуации в чужой стране.
Фамилия, имя и другие персональные параметры (например, место жительства) указываются только большими латинскими литерами. Японские имена транслитерируются согласно системе Хэпбёрна, но возможны исключения по некоторым причинам, в особенности, когда это транскрипция иностранного имени, записанная катаканой (например, японский ребенок от иностранца), в этом случае может быть использовано оригинальное имя на латинском алфавите, только если предъявить официальный документ с применение такого произношения, изданный правительством (паспорт и т. д.)
Японское произношение имени в любом случае будет зафиксировано в подписи владельца.

## Безвизовый режим
Предполагается, что 191 страна и территория гарантируют безвизовый режим и режим визы по прибытии для владельцев обычных японских паспортов. 152 (виза по прибытии бесплатно высчитывается) страны и территории возможны для безвизового режима. Виза до приезда или предварительная договоренность необходимы для стран или территорий не указанных ниже. Архивная копия от 19 апреля 2009 на Wayback Machine  Архивная копия от 2 января 2010 на Wayback Machine

### Африка
| Страны и территории                                 | Условия пребывания |
| --------------------------------------------------- | --- |
| Ботсвана                                            | 90 дней |
| Кабо-Верде                                          | виза по прибытии |
| Коморы                                              | Бесплатная 24-часовая транзитная виза по прибытии в аэропорт. За 24 часа необходимо получить полную визу в иммиграционном офисе в Морони (платно) |
| Джибути                                             | 30 дней, виза по прибытии за 5000 DJF |
| Египет                                              | 30 дней, виза по прибытии за 15 $ Архивная копия от 5 декабря 2009 на Wayback Machine                                                             |
| Эфиопия                                             | 3 месяца, виза по прибытии за 40 $ |
| Кения                                               | 3 месяца, виза по прибытии за 50 $ (недоступная ссылка)                                                                                           |
| Лесото                                              | 14 дней |
| Мадагаскар                                          | 90 дней, виза по прибытии за140 000 MGA |
| Малави                                              | 90 дней |
| Маврикий                                            | 60 дней (турист), 90 дней (бизнес) |
| Майотта                                             | 90 дней Архивная копия от 9 января 2015 на Wayback Machine                                                                                        |
| Марокко                                             | 3 месяца |
| Мозамбик                                            | 30 дней, виза по прибытии за 25 $ |
| Намибия                                             | 90 дней Архивная копия от 14 апреля 2017 на Wayback Machine                                                                                       |
| Реюньон                                             | 90 дней Архивная копия от 9 января 2015 на Wayback Machine                                                                                        |
| Острова Святой Елены, Вознесения и Тристан-да-Кунья | Безвизовый режим |
| Сенегал                                             | 3 месяца |
| Сейшельские Острова                                 | 1 месяц |
| ЮАР                                                 | 90 дней |
| Свазиленд                                           | 60 дней |
| Танзания                                            | виза по прибытии за 50 $ |
| Того                                                | 1 месяц, виза по прибытии за 10 000-35 000 XOF |
| Тунис                                               | 3 месяца |
| Уганда                                              | 6 месяцев, виза по прибытии за 50 $ Архивная копия от 28 июня 2013 на Wayback Machine                                                             |
| Замбия                                              | 3 месяца, виза по прибытии за 50 $ |
| Зимбабве                                            | 3 месяца, виза по прибытии за 30 — 55 $ |

### Америка
| Страны и территории                 | Условия пребывания                                                            |
| ----------------------------------- | ----------------------------------------------------------------------------- |
| Ангилья                             | 3 месяца                                                                      |
| Антигуа и Барбуда                   | 1 месяц (недоступная ссылка)                                                  |
| Аргентина                           | 90 дней                                                                       |
| Аруба                               | 30 дней                                                                       |
| Багамские Острова                   | 3 месяца Архивная копия от 20 декабря 2007 на Wayback Machine                 |
| Барбадос                            | 90 дней (недоступная ссылка)                                                  |
| Бермуды                             | 6 месяцев                                                                     |
| Боливия                             | 90 дней                                                                       |
| Канада                              | 6 месяцев                                                                     |
| Острова Кайман                      | 30 дней                                                                       |
| Чили                                | 90 дней                                                                       |
| Колумбия                            | 90 дней                                                                       |
| Коста-Рика                          | 90 дней (недоступная ссылка)                                                  |
| Доминика                            | 6 месяцев                                                                     |
| Доминиканская Республика            | 90 дней (недоступная ссылка)                                                  |
| Эквадор                             | 90 дней                                                                       |
| Сальвадор                           | 90 дней                                                                       |
| Фолклендские острова                | 3 месяца                                                                      |
| Гвиана                              | 90 дней Архивная копия от 9 января 2015 на Wayback Machine                    |
| Гренландия                          | 90 дней                                                                       |
| Гренада                             | 3 месяца                                                                      |
| Гваделупа                           | 3 месяца                                                                      |
| Гватемала                           | 90 дней                                                                       |
| Гайана                              | 3 месяца Архивная копия от 17 июня 2017 на Wayback Machine                    |
| Гаити                               | 3 месяца (недоступная ссылка)                                                 |
| Гондурас                            | 3 месяца                                                                      |
| Ямайка                              | 30 дней                                                                       |
| Мартиника                           | 90 дней Архивная копия от 9 января 2015 на Wayback Machine                    |
| Мексика                             | 180 дней Архивная копия от 23 мая 2020 на Wayback Machine                     |
| Монтсеррат                          | 3 месяца                                                                      |
| Нидерландские Антильские острова    | 14 дней                                                                       |
| Никарагуа                           | 90 дней                                                                       |
| Панама                              | 30 дней, туристическая карта выдаётся по прибытии за 5 $ (недоступная ссылка) |
| Парагвай                            | 90 дней                                                                       |
| Перу                                | 90 дней                                                                       |
| Пуэрто-Рико                         | 90 дней (необходима VWP-ESTA)                                                 |
| Сен-Бартелеми                       | 90 дней Архивная копия от 9 января 2015 на Wayback Machine                    |
| Сент-Китс и Невис                   | 14 дней                                                                       |
| Сент-Люсия                          | 6 недель                                                                      |
| Сен-Мартен                          | 90 дней Архивная копия от 9 января 2015 на Wayback Machine                    |
| Сен-Пьер и Микелон                  | 90 дней Архивная копия от 9 января 2015 на Wayback Machine                    |
| Сент-Винсент и Гренадины            | 1 месяц                                                                       |
| Суринам                             | 120 дней Архивная копия от 9 марта 2012 на Wayback Machine                    |
| Теркс и Кайкос                      | 30 дней                                                                       |
| США                                 | 90 дней (необходима VWP-ESTA)                                                 |
| Уругвай                             | 3 месяца                                                                      |
| Венесуэла                           | 3 месяца                                                                      |
| Виргинские Острова (Великобритания) | 30 дней                                                                       |
| Виргинские Острова (США)            | 90 дней (необходима VWP-ESTA)                                                 |

### Азия
| Страны и территории              | Условия пребывания                                                                                    |
| -------------------------------- | --- |
| Бахрейн                          | 14-дневная виза по прибытии за 5 BHD                                                                  |
| Бангладеш                        | 30-дневная виза по прибытии за 50 $ Архивная копия от 21 сентября 2020 на Wayback Machine             |
| Бруней                           | 14 дней                                                                                               |
| Камбоджа                         | 30 дней, виза по прибытии за 20 (турист), 25 (бизнес)                                                 |
| Китай                            | 15 дней                                                                                               |
| Китайская Республика             | 90 дней Архивная копия от 1 апреля 2013 на Wayback Machine                                            |
| Кипр                             | 90 дней                                                                                               |
| Гонконг                          | 90 дней Архивная копия от 16 января 2013 на Wayback Machine                                           |
| Индонезия                        | виза по прибытии за 10 $ (7 дней), 25 $ (30 дней)                                                     |
| Иран                             | 15-дневная виза по прибытии за 50 $                                                                   |
| Ирак (только Иракский Курдистан) | виза по прибытии (бесплатно)                                                                          |
| Израиль                          | 3 месяца                                                                                              |
| Иордания                         | 1-месячная виза по прибытии за 10 JOD                                                                 |
| Республика Корея                 | 90 дней                                                                                               |
| Кувейт                           | 3-месячная виза по прибытии за 5 KWD Архивная копия от 8 июня 2017 на Wayback Machine                 |
| Кыргызстан                       | 1 месяц Архивная копия от 29 октября 2020 на Wayback Machine                                          |
| Лаос                             | 15 дней                                                                                               |
| Ливан                            | 1-месячная виза по прибытии (бесплатно) Архивная копия от 16 августа 2007 на Wayback Machine          |
| Макао                            | 90 дней                                                                                               |
| Малайзия                         | 3 месяца Архивная копия от 9 июня 2019 на Wayback Machine                                             |
| Мальдивы                         | 30 дней Архивная копия от 10 февраля 2018 на Wayback Machine                                          |
| Непал                            | 15-/30-/90-дневная виза по прибытии за 25/50/100 $ Архивная копия от 12 марта 2020 на Wayback Machine |
| Оман                             | 1-месячная виза по прибытии за OMR6                                                                   |
| Филиппины                        | 21 день                                                                                               |
| Катар                            | 21-дневная виза по прибытии за QAR55                                                                  |
| Сингапур                         | 30 дней                                                                                               |
| Шри-Ланка                        | 30 дней                                                                                               |
| Таиланд                          | 30 дней                                                                                               |
| Восточный Тимор                  | 30-дневная виза по прибытии за 30 $                                                                   |
| Турция                           | 90 дней (недоступная ссылка)                                                                          |
| ОАЭ                              | 30 дней                                                                                               |
| Вьетнам                          | 15 дней Архивная копия от 13 мая 2015 на Wayback Machine                                              |
| Йемен                            | 1-месячная виза по прибытии за YER10,500                                                              |

### Европа
| Страны и территории                                 | Условия пребывания                                                                                             |
| --------------------------------------------------- | --- |
| Европейский союз                                    | 90 дней Архивная копия от 26 ноября 2013 на Wayback Machine Архивная копия от 14 марта 2012 на Wayback Machine |
| Албания                                             | 90 дней |
| Азербайджан                                         | 30-дневная виза по прибытии за 100                                                                             |
| Андорра                                             | 90 дней |
| Армения                                             | 120-дневная виза по прибытии за AMD 15,000 Архивная копия от 14 апреля 2012 на Wayback Machine                 |
| Беларусь                                            | 30 дней при въезде через пункт пропуска «Национальный аэропорт Минск»                                          |
| Босния и Герцеговина                                | 90 дней |
| Болгария                                            | 90 дней |
| Хорватия                                            | 90 дней |
| Грузия                                              | 90 дней |
| Гибралтар                                           | 6 месяцев (недоступная ссылка)                                                                                 |
| Ирландия                                            | 3 месяца |
| Северная Македония                                  | 3 месяца |
| Молдова                                             | 90 дней |
| Черногория                                          | 90 дней |
| Румыния                                             | 90 дней |
| Сербия                                              | 90 дней |
| Украина                                             | Виза при въезде в страну не требуется для граждан Японии                                                       |
| Великобритания (включая Гернси, Остров Мэн, Джерси) | 6 месяцев |

### Океания
| Страны и территории           | Условия пребывания                                                                     |
| ----------------------------- | -------------------------------------------------------------------------------------- |
| Американское Самоа            | 30 дней                                                                                |
| Острова Кука                  | 31 день                                                                                |
| Фиджи                         | 4 месяца                                                                               |
| Гуам                          | 90 дней (необходима VWP-ESTA)                                                          |
| Кирибати                      | Безвизовый режим                                                                       |
| Маршалловы Острова            | 30-дневная виза по прибытии                                                            |
| Федеративные Штаты Микронезии | 30 дней                                                                                |
| Новая Каледония               | 90 дней Архивная копия от 9 января 2015 на Wayback Machine                             |
| Новая Зеландия                | 3 месяца Архивная копия от 4 марта 2016 на Wayback Machine                             |
| Ниуэ                          | 30 дней                                                                                |
| Северные Марианские Острова   | 30 дней                                                                                |
| Палау                         | 30-дневная виза по прибытии за 50 $                                                    |
| Папуа — Новая Гвинея          | 60-дневная виза по прибытии за 100 PGK (турист), 500 PGK (бизнес) (недоступная ссылка) |
| Французская Полинезия         | 90 дней Архивная копия от 9 января 2015 на Wayback Machine                             |
| Самоа                         | 60 дней                                                                                |
| Соломоновы Острова            | 3-месячная виза посетителя по прибытии                                                 |
| Тонга                         | 31-дневная виза по прибытии (бесплатно)                                                |
| Тувалу                        | 1 месяц                                                                                |
| Вануату                       | 30 дней                                                                                |
| Уоллис и Футуна               | 90 дней Архивная копия от 9 января 2015 на Wayback Machine                             |
| Австралия                     | перед прибытием необходимо получить ETA                                                |
| Остров Норфолк                | так же, как в Австралии                                                                |